# Alexander von Bormann
Alexander von Bormann (* 7. Juni 1936 in Menzlin, Vorpommern; † 16. September 2009 in Worpswede) war ein deutscher Germanist, Literaturkritiker und Publizist. 

## Leben
Alexander von Bormann wuchs auf Gut Menzlin bei Ziethen in Vorpommern in einer deutschbaltischen Familie auf. An der FU Berlin habilitierte er sich 1967 über das Natur-Motiv in der deutschen Romantik bei Joseph von Eichendorff.
Ab 1971 bis zu seiner Emeritierung 2006 hatte Bormann eine Professur für Neuere Deutsche Literatur an der Universität Amsterdam inne und war zeit seines Lebens um eine Annäherung und nachhaltigen Austausch der deutsch-niederländischen Literaturbeziehungen bemüht. 
In Deutschland trat er als Lyrik-Rezensent u. a. für den Deutschlandfunk, die Frankfurter Rundschau und den Berliner Tagesspiegel sowie als Herausgeber in Erscheinung.   
Zusammen mit seiner Frau Harda und der gemeinsamen Tochter wohnte er in seiner Wahlheimat, den Niederlanden, in Laren. Bormann starb 2009 nach langer, schwerer Krankheit 73-jährig in Worpswede.